# فيرتشوا فايتر 3
فيرتشوا فايتر 3(بالإنجليزية:Virtua Fighter 3 ؛ باليابانية:バーチャファイター 3) وهو لعبة فيديو قتالية آركيد من ناشر من قبل سيجا و تطوير من قبل سيجاAM2 وهي الجزء الثالث من سلسلة فيرتشوا فايتر في عام 1996,وعلى الجهاز دريم كاست في عام 1998.

## شخصيات
- أكيرا يوكي
- جاكي براينت
- لاو شان
- كاجي مارو
- وولف هووكفيلد
- جفري ماكوايلد
- باي شان
- سارة براينت
- شوندي
- ليون رافالي
- دورال

### شخصيات جديدة
- أوي يمينوكوجي
- تاكا-أراشي